# بورووا گورا (استان اشوی‌داشکسیه)
بورووا گورا (به لهستانی: Borowa Góra) یک منطقهٔ مسکونی در لهستان است که در گمینا زاگنانگسک واقع شده‌است. بورووا گورا ۲۷۶ نفر جمعیت دارد.